# Retiniphyllum glabrum
Retiniphyllum glabrum är en måreväxtart som beskrevs av Julian Alfred Steyermark. Retiniphyllum glabrum ingår i släktet Retiniphyllum och familjen måreväxter. Inga underarter finns listade i Catalogue of Life.